# Gare de Saint-Romain-le-Puy
Gare de Saint-Romain-le-Puy vasútállomás Franciaországban, Saint-Romain-le-Puy településen.

## Vasútvonalak
Az állomást az alábbi vasútvonalak érintik:
- Clermont-Ferrand–Saint-Just-sur-Loire-vasútvonal

## Kapcsolódó állomások
A vasútállomáshoz az alábbi állomások vannak a legközelebb:
- Gare de Montbrison
- Gare de Sury-le-Comtal